# (3995) Sakaino
(3995) Sakaino (1988 XM) – planetoida z pasa głównego asteroid okrążająca Słońce w ciągu 4,28 lat w średniej odległości 2,63 j.a. Odkryta 5 grudnia 1988 roku.